# Berberis subholophylla
Berberis subholophylla là một loài thực vật có hoa trong họ Hoàng mộc. Loài này được C.Y.Wu ex S.Y.Bao mô tả khoa học đầu tiên năm 1985.